# Деріл Сабара
Деріл Крістофер Сабара (англ. Daryl Christopher Sabara; 14 червня 1992, Торрнес) — американський актор, найбільш відомий за роллю Джуні Кортеза у франшизі «Діти шпигуни», він також знімався у «Чарівниках з Вейверлі», «Полярному експресі», «Не поступитися Штейнам», та «Хелловіні».

## Біографія
Народився у Торренсі, Каліфорнія, його виростила мама, Сандра «Сенді» (Кребс) — соціальний працівник Лос Анджесеса. Деріл закінчив середню школу західного Торренсу у 2010. У Деріла є брат близнюк Еван, який також актор. Сабара має російсько-єврейське коріння з боку матері та польське з боку батька. Він відзначав бар-міцву. Сабара розпочав виступати у регіональній балетній компанії South Bay Ballet.

## Кар'єра
Розпочав акторську кар'єру з середини дев'яностих, з'являвся у епізодах Мерфі Браун, Life's Work, Віл та Грейс, та Друзі, перед тим, як знявся в ролі Джуні Кортеза у серії фільмів «Діти шпигуни», який був дуже популярний серед молодшої шкільної аудиторії. 
2003 року зіграв епізодичну роль Овена, у телесеріалі Друзі, в якому персонаж Меттью Перрі випадково розкрив таємницю хлопчикові, що він прийомна дитина. Він з'явився в одному з епізодів Бетмена у ролі Скорна, посіпаки лиходія на ім'я Wrath. Це була протилежна роль до ролі його брата, що зіграв Робіна.

## Особисте життя
Сабара зустрічається зі співачкою та авторкою пісень Меган Трейнор з липня 2016 року.

## Фільмографія

### Фільм
| Рік  | Назва                                             | Роль                                                                                            | Нотатки                       |
| ---- | ------------------------------------------------- | ----------------------------------------------------------------------------------------------- | ----------------------------- |
| 1999 | My Neighbors the Yamadas                          | Noburu                                                                                          | Озвучування                   |
| 2001 | Діти шпигунів                                     | Джуні Кортез                                                                                    |                               |
| 2002 | Діти шпигунів 2: Острів несправджених надій       | Джуні Кортез                                                                                    |                               |
| 2003 | Діти шпигунів-3D: Кінець гри                      | Джуні Кортез                                                                                    |                               |
| 2003 | У пошуках Немо                                    | Різні ролі                                                                                      | Озвучування                   |
| 2004 | Полярний експрес                                  | Hero Boy                                                                                        | Озвучування                   |
| 2006 | Solace                                            | Gunther                                                                                         | Короткометрівка               |
| 2006 | Maybe It's in the Water                           | N/A                                                                                             | Короткометрівка               |
| 2006 | Не поступитися Штейнам                            | Бенджамін Фільдер                                                                               |                               |
| 2006 | Choose Your Own Adventure: The Abominable Snowman | Marco North                                                                                     | Direct-to-video (Озвучування) |
| 2007 | Her Best Move                                     | Доггі                                                                                           |                               |
| 2007 | Normal Adolescent Behavior                        | Нейтан                                                                                          |                               |
| 2007 | Хелловін                                          | Wesley Rhoades                                                                                  |                               |
| 2009 | April Showers                                     | Джейсон                                                                                         |                               |
| 2009 | World's Greatest Dad                              | Кайл Клейтон                                                                                    |                               |
| 2009 | Різдвяна історія                                  | Undertaker's Apprentice / Tattered Caroler / Beggar Boy / Peter Cratchit / Well-Dressed Caroler |                               |
| 2010 | Мачете                                            | Джуліо                                                                                          |                               |
| 2011 | Blacktino                                         | Еван                                                                                            |                               |
| 2011 | Діти шпигунів 4D                                  | Джуні Кортез                                                                                    |                               |
| 2012 | Джон Картер: між двох світів                      | Едгар Райс Барроуз                                                                              |                               |
| 2012 | The Dark Knight Smells                            | Short                                                                                           |                               |
| 2013 | Філософи                                          | Чіпс                                                                                            |                               |
| 2013 | Зелене пекло                                      | Ларс                                                                                            |                               |
| 2014 | Teen Lust                                         | Мет                                                                                             |                               |
| 2014 | Courage Is Contagious                             | Арчер                                                                                           | Короткометрівка               |

### Телебачення
| Рік     | Назва                              | Роль                   | Нотатки                          |
| ------- | ---------------------------------- | ---------------------- | -------------------------------- |
| 1992    | Murphy Brown                       | Baby Brown             | Повторювана роль                 |
| 1996    | Life's Work                        | Тобі                   | 1 епізод                         |
| 1999    | Love & Money                       | Роджер                 | 1 епізод                         |
| 1999    | Roswell                            | Корі                   | 1 епізод                         |
| 2000    | Will & Grace                       | Хлопчик-броколі        | 1 епізод                         |
| 2002    | Total Access 24/7                  | Діти шпигунів 2        | 1 епізод                         |
| 2002    | All That                           | Діти шпигунів          | 1 епізод                         |
| 2002    | Джон Доу                           | Веслі Сілвер           | 1 епізод                         |
| 2002    | One on One                         | Джеффі                 | 1 епізод                         |
| 2002    | Що нового, Скубі-Ду?               | Томмі                  | Озвучування                      |
| 2003    | The O'Keefes                       | Деріл                  | Повторювана роль                 |
| 2003    | Gamefarm                           | Грає самого себе/Гість | 1 епізод                         |
| 2003    | Друзі                              | Офен (прийомна дитина) | 1 епізод                         |
| 2004    | Century City                       | Frank «Auggie» Wood    | 1 епізод                         |
| 2004    | Fatherhood                         | Larry Keating          | Невідомі епізоди                 |
| 2004    | Dr. Vegas                          | Jesse Selznick         | 1 епізод                         |
| 2004    | Murder Without Conviction          | James Talley (age 10)  | Телевізійний фільм               |
| 2004–05 | Father of the Pride                | Hunter                 | Головна роль озвучування         |
| 2005    | Доктор Хаус                        | Gabriel Reilich        | 1 епізод                         |
| 2005    | Grounded For Life                  | Garth                  | 1 епізод                         |
| 2005–12 | Косяки                             | Тім Скоттсон           | Повторювана роль                 |
| 2006    | American Dragon: Jake Long         | Гобі                   | 1 епізод                         |
| 2006    | Криміналісти: мислити як злочинець | Kevin Rose             | 1 епізод                         |
| 2006    | What About Brian                   | Lil' Adam              | 1 епізод                         |
| 2006    | Lolo's Cafe                        | Майкі                  | Телевізійний фільм (Озвучування) |
| 2006    | Boys Life                          | Scott Morrow           | 1 епізод                         |
| 2007    | The Boondocks                      | Butch Magnus Milosevic | Озвучування                      |
| 2007–08 | The Batman                         | Різні ролі             | Озвучування                      |
| 2007–09 | Чарівники з Вейверлі               | T.J. Taylor            | Повторювана роль                 |
| 2008    | Miss Guided                        | Russell                | 1 епізод                         |
| 2008    | The Closer                         | Jason Hetner           | 1 епізод                         |
| 2009    | Easy to Assemble                   | Джордж                 | Повторювана роль                 |
| 2010    | Скубі-Ду: Містична корпорація      | Jason / British Nerd   | 1 епізод                         |
| 2010–13 | Generator Rex                      | Рекс Салазар           | Головна роль озвучування         |
| 2011    | Worst. Prom. Ever.                 | Кларк Пітерсон         | Телевізійний фільм               |
| 2012    | Грімм                              | Генсон                 | 1 епізод                         |
| 2012    | Таємниці Ґравіті Фолз              | Son on Pier            | 1 епізод (Озвучування)           |
| 2013    | Marvel's Avengers Assemble         | Аарон Ріс              | 1 епізод (Озвучування)           |
| 2013–15 | Ultimate Spider-Man                | Алекс О'Гірн           | Повторювана роль (Озвучування)   |
| 2015    | Resident Advisors                  | Леслі                  | Повторювана роль                 |
| 2015    | Zombie Basement                    | Джоель                 | Повторювана роль                 |
| 2016    | Ben 10                             | Heatblast              | Повторювана роль                 |

### Відеоігри
| Рік  | Назва                                | Роль                            |
| ---- | ------------------------------------ | ------------------------------- |
| 2004 | The Polar Express                    | Hero Boy                        |
| 2011 | Cartoon Network Universe: FusionFall | Рекс Салазар                    |
| 2011 | Generator Rex: Agent of Providence   | Рекс Салазар                    |
| 2011 | Saints Row: The Third                | Pedestrian and Character Voices |